# Eine Fliege kommt selten allein
Eine Fliege kommt selten allein (französisch: Mandibules) ist eine französisch-belgische Komödie aus dem Jahr 2020, die von Quentin Dupieux geschrieben und inszeniert wurde. Die Hauptrollen spielen David Marsais, Grégoire Ludig, Adèle Exarchopoulos, India Hair, Roméo Elvis, Coralie Russier, Bruno Lochet und Dave Chapman. Der Film hatte seine Weltpremiere bei den 77. Internationalen Filmfestspielen von Venedig am 5. September 2020. In Frankreich wurde er am 19. Mai 2021 von Memento Films veröffentlicht. Aufgrund der COVID-19-Pandemie wurde der ursprüngliche Veröffentlichungstermin im Dezember 2020 mehrmals verschoben.

## Handlung
Jean-Gab und Manu, zwei einfältige Freunde, finden eine riesige Fliege, die im Kofferraum eines Autos feststeckt, und nehmen sich vor, sie zu trainieren, um mit ihr Geld zu verdienen.

## Produktion
Im September 2019 wurde bekannt gegeben, dass David Marsais, Grégoire Ludig, Adèle Exarchopoulos, India Hair, Roméo Elvis und Coralie Russier zur Besetzung des Films gestoßen sind. Regie führte Quentin Dupieux nach einem von ihm verfassten Drehbuch.
Die Figur Agnès wurde von der schwedischen Umweltaktivistin Greta Thunberg inspiriert.
Die Dreharbeiten begannen am 16. September 2019.

### Musik
Der Soundtrack wurde von der englischen Band Metronomy komponiert. Das Hauptthema des Films wurde von Because Music veröffentlicht, am selben Tag, an dem der Film in die französischen Kinos kam.

## Kritik
Auf Rotten Tomatoes hat der Film eine Zustimmungsrate von 92 % basierend auf 62 Bewertungen mit einer durchschnittlichen Bewertung von 7,4/10. Der Konsens der Kritiker der Website lautet: „Mit Mandibles begibt sich Drehbuchautor und Regisseur Quentin Dupieux auf einen weiteren durch und durch originellen Höhenflug der Fantasie, der gleichgesinnte Zuschauer fesseln und andere verblüffen wird.“
Die Redaktion des Lexikon des internationalen Films vergab drei von fünf Sternen und beurteilte den Film als „märchenhaftes, lakonisch und ohne große erzählerische Bögen erzähltes Drama, das ob seiner Skurrilität und Radikalität gleichermaßen amüsante Verwunderung und ratloses Kopfschütteln erzeugt.“

## Fortsetzung
In einem Interview in der französischen Zeitschrift CinemaTeaser am 24. Mai 2021 deutete Dupieux an, dass er bereit sei, eine Fortsetzung zu drehen, wenn der Film in Frankreich mehr als 500.000 Besucher erreichen würde. Die Fortsetzung würde Tentacles heißen. Mandibles erreichte in Frankreich letztendlich nur 235.824 Besucher.